# 546 هـ
546 هـ هي سنة في التقويم الهجري امتدت مقابلةً في التقويم الميلادي بين سنتي 1151 و1152.

## مواليد
- أبو الفضل الهمداني
- العاضد لدين الله

## وفيات
- ابن حمدين
- الزاهد البخاري

- أحمد بن قسي الأندلسي، متصوف ومتمرد أندلسي.